# Château de Montrognon
Le château de Montrognon (Mont-Ronhous en auvergnat, latinisé au Moyen Âge en Mons Rugosus) est un édifice du XIIe siècle aujourd'hui en ruines situé sur la commune de Ceyrat, 54 avenue de Fontimbert, dans le département du Puy-de-Dôme et la région Auvergne-Rhône-Alpes.

## Situation
Le château occupe l'éminence d'un puy volcanique culminant à 699 m d'altitude. Le sommet, actuellement boisé (résineux), était encore découvert au début du XXe siècle.

## Histoire

Blason de Montrognon.

Le château de Montrognon (prononcé comme mont Rognon) était le centre de la seigneurie de la famille de Montrognon de Salvert relevant de la famille d'Opme qui était parents et vassaux des dauphins d'Auvergne établis dans la châtellenie voisine de Chamalières.
Il est érigé dans les dernières années du XIIe siècle par Robert Ier. Au XIIIe siècle et encore dans la première moitié du XIVe siècle, plusieurs maisons, blotties au pied de la tour, forment un village.
Le village ne semble pas survivre aux crises de la seconde moitié du XIVe siècle (pestes, ravages perpétrés par les grandes compagnies). Quant au château, il est démantelé et partiellement rasé en 1633 dans le cadre de la politique entreprise par Richelieu contre la noblesse.
Une tour s'effondra en 1828, tandis que le vent en février 1840 abattait un pan de murailles et une partie du donjon. Il servit alors de carrière pour les habitants de Ceyrat.
Fait divers
Auguste Vignon et Joseph Gouny dit Naca, à la recherche d'un hypothétique trésor enfoui à l'époque des Templiers furent ensevelis le 23 avril 1884 sous les décombres du château. Naca resta prisonnier des éboulis sept jours et dix-sept heures, son comparse ayant eu moins de chance fut tué sur le coup.

## Description

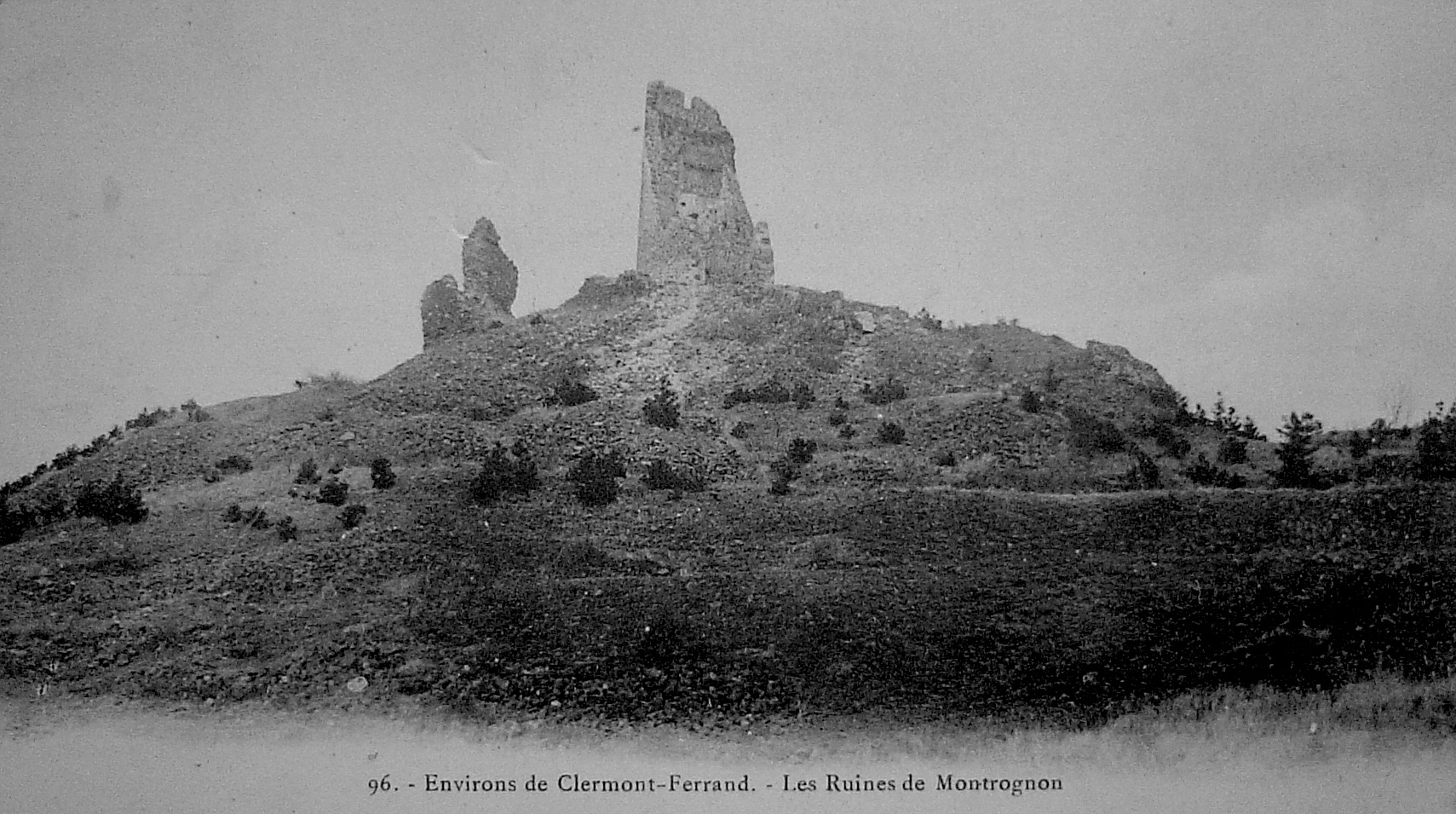
Le sommet de Montrognon vers 1900, carte postale ancienne (avant 1904)

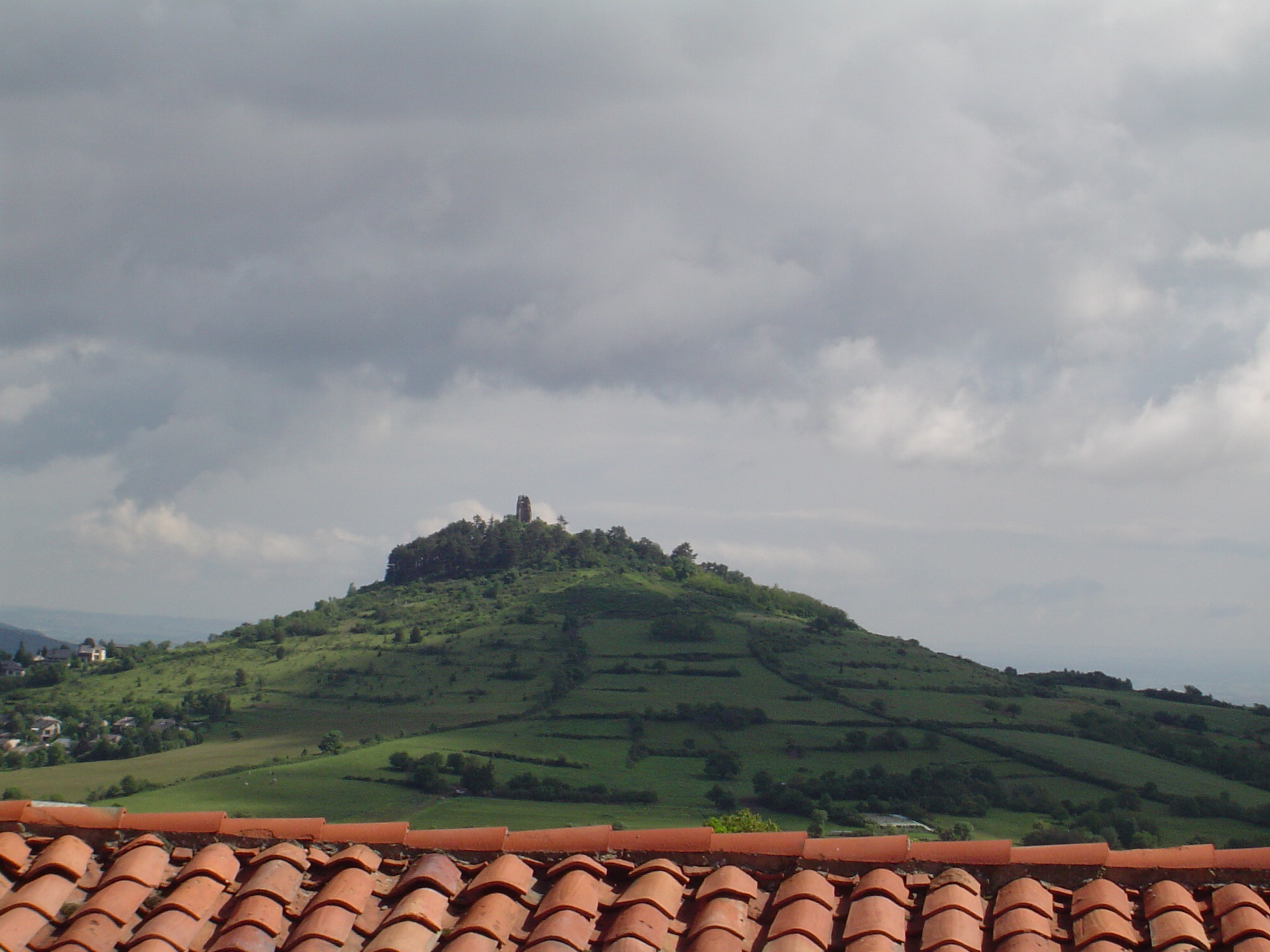
Vue au printemps

Le château présentait une enceinte fossoyée en forme de trapèze, flanquée de tourelles à demi-engagées, surmontées de créneaux. On y accédait par une porte à l'ouest précédée d'un pont-levis.
Aux revers de hautes courtines s’appuyaient différents bâtiments autour d'une cour dans laquelle se trouvait une citerne. La tour ruinée de forme circulaire que l'on voit encore est ce qui reste du donjon, bâti à la fin du XIIe siècle. Il était haut de trois étages voûtés. Une guette en occupait la plate-forme.
Flore
Les pentes de Montrognon comportent des pelouses sèches méditerranéennes, au sein desquelles on trouve notamment diverses espèces d'orchidées. Une partie du site est préservée et gérée par le Conservatoire d'espaces naturels d'Auvergne. Le site est également intégré au réseau Natura 2000.